# Auma (rivière)
L'Auma est une rivière allemande  de Thuringe, appartenant au bassin de l'Elbe et qui s'écoule dans l'arrondissement de Greiz.

## Géographie
L'Auma naît au sud de la commune de Linda bei Neustadt an der Orla dans l'arrondissement de Saale-Orla dans de grands espaces humides qui servent de drainage aux très nombreux étangs des communes de Plothen, Knau et Dreba. S'écoulant vers le nord-est, elle traverse la petite ville d'Auma avant de se jeter dans la Weida, sous-affluent de la Saale par l'Elster Blanche à Weida.
Le barrage de l'Auma (Aumatalsperre) est situé dans la commune de Schömberg permet la régulation de la rivière ainsi que l'approvisionnement en eau potable.

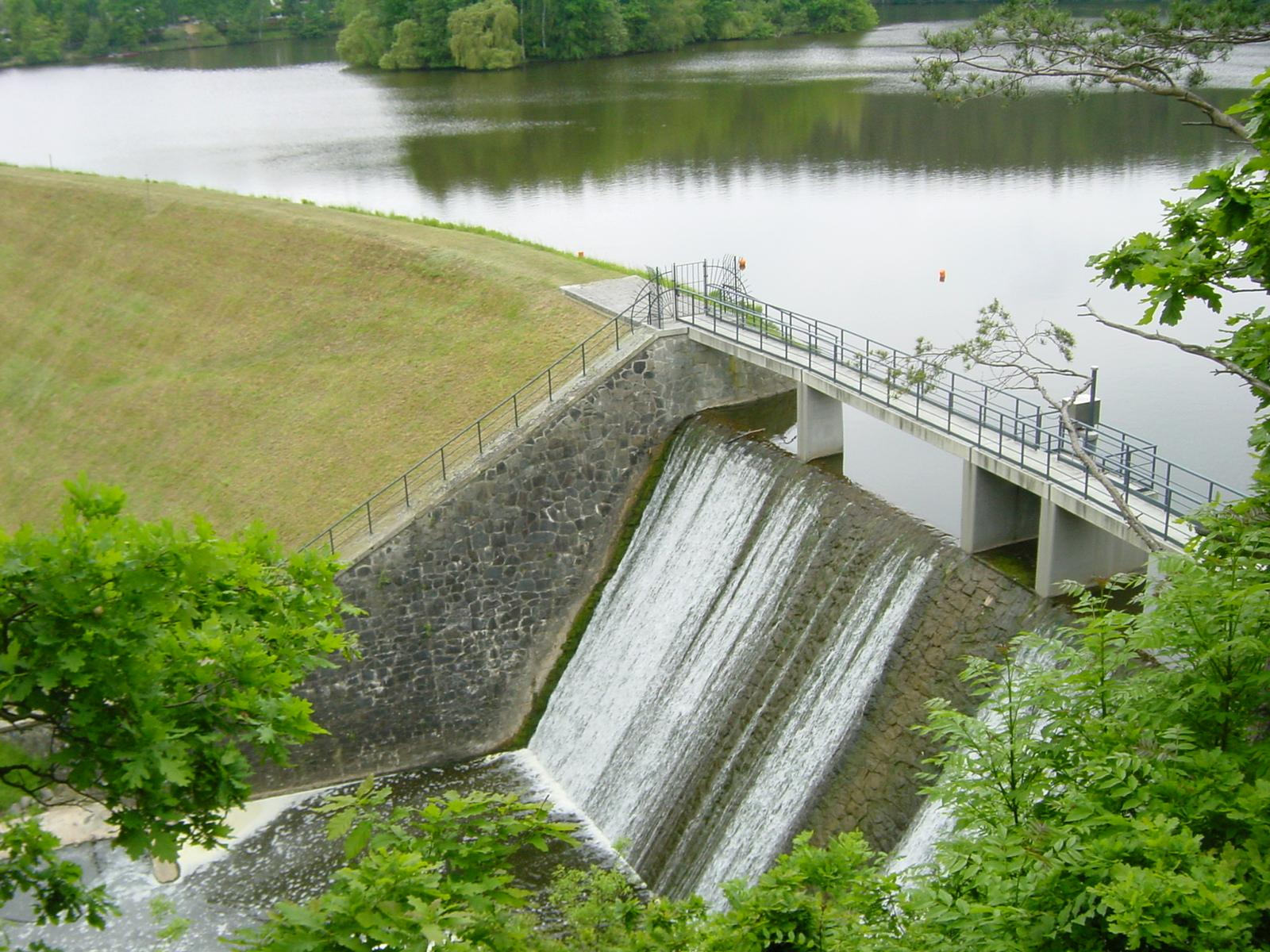
Barrage de l'Auma

## Débit
Le débit moyen de l'Auma est de 0,77 m3/s (mesuré entre 1962 et 2005) mais son débit moyen de crue est de 10,9 m3/s (mesuré sur la même période) et son débit maximal a été de 27,4 m3/s le 27 avril 1980.